# مختار دفع الله (شاعر)
مختار دفع الله شاعر سوداني
ولد الشاعر مختار دفع الله في منتصف خمسينات القرن الماضي، بمدينة ودبندة قرية حاج سليمان وعاش طفولته الباكرة بمدينة أم درمان والتي تفرقت سنواتها الأولى ما بين خلوة شيخ أمين بأبي روف وخلوة الكتيابي بحي البوستة بأمدرمان، عرفه الناس من خلال أغنياته فهو  يعتبر من جيل السبعينيات في الغناء السوداني، حيث شدا بكلماته عدد وافر من المطربين الكبار والشباب لعل أشهرهم صلاح بن البادية (ساقية جحا) وصلاح مصطفى (حروف للفراشة).

## الدراسة
حائز على شهادة الأداب من جامعة الزقازبق عام 1984 

## إسهاماته
- مثل السودان في المهرجان الأدبي بالعراق 1977
- مثل السودان في المهرجان الأدبي بتونس 1981

## الدواويين الشعرية
- أنا يا بلد 1977
- رد الرسالة 1991

## أبرز أشعاره
- يا مشرقة - تغنى بها خوجلي عثمان
- يا عمر - تغنى بها محمود عبد العزيز
- الفرح المهاجر - تغنت بها حنان النيل
- قيس هواك - تغنى بها الأمين عبد الغفار
- ابتسام
- فرح الأماني
- طول بالك
- الزهور الشايلة منك
- انا يا بلد
- مصادفة

## اقرأ أيضا
حسين بازرعة
محمد الحسن سالم حميد
محجوب شريف